# Zbigniew Bagniewski
Zbigniew Bagniewski (ur. 7 marca 1938, zm. 13 kwietnia 2002) – polski profesor archeologii, wykładowca Uniwersytetu Wrocławskiego, wieloletni dyrektor Instytutu Archeologii, pochowany na Cmentarzu Grabiszyńskim we Wrocławiu. 
W 1992 uzyskał tytuł profesora nauk humanistycznych.